# Битва за Мбумби
Би́тва за Мбу́мби (порт. Batalha de Mbumbi) — вооружённый конфликт, произошедший 18 декабря 1622 года на территории современной Республики Ангола между Королевствами Португалия (а именно его колонией — Португальской Западной Африкой) и Конго в ходе Конголезско-португальской войны.

## Предыстория
Португальцы появились у берегов современной Анголы в 1483 году. Они воспользовались внутренним раздорами в государстве Конго и на время подчинили его себя, однако в XVI веке были вынуждены оставить контроль из-за восстания против Португалии.
В XVI—XVII веках Португальская империя вела активную войну с местным населением, стараясь подчинить себе территорию.

## Соотношение сил
Португальскими войсками в битве командовал капитан-майор Педро де Соса Коэльо. Силы португальцев составляли 30 тысяч человек, 20 тысяч из которых были лучниками из Мбунду. Оставшиеся 10 тысяч составляла пехота: тяжёлая, укомплектованная из португальцев, и лёгкая — из наёмников племени имбангала.
Конголезскими войсками командовали герцог Мбамбы Дом Паулу Афонсу и маркиз Мпембы Дом Косме. Их силы составляли 2—3 тысячи лучников и около 200 тяжёлых пехотинцев.

## Подготовка к битве
Командующий португальскими войсками, Педро де Соса Коэльо совершил исповедь перед битвой.

## Битва
Бой начался с кличем «Сантьяго!» с обеих сторон. Какое-то время войска Конго одерживали победу, уничтожая португальских лучников, однако это связано с тем, что основные силы португальцев прибыли чуть позже начала битвы. Наёмники из племени имбангала, составлявшие основу португальской пехоты, контратаковали конголезцев, чем заставили их отступить.

## Последствия
Потери португальцев неизвестны, однако конголезцы потеряли большую часть своих лучников и до 90 тяжёлых пехотинцев. Португальские войска разграбили близлежащие населённые пункты и обратили в рабство множество местных жителей после битвы.
Победа португальцев в битве ознаменовала полный конец каких-либо отношений между государствами. Королевство Конго объявило войну Португальской Западной Африке и ввело свои войска на португальские территории. Недавно коронованный король Конго Педро II Нканга а Мвика предложил союз Республике Семи Объединённых Нижних Земель, что через 19 лет, в 1641 году, привело к Голландской оккупации Анголы.